# 朱芳雨
朱芳雨（1983年1月5日—），出生于广西柳州，客家人，前中国职业篮球运动员，也是CBA迄今为止得分第一高的球员。退役後出任广东男篮总经理。

## 简述

### 早期生涯
朱芳雨绰号“三分雨”。毕业于广东工业大学。目前效力于总部设在东莞的广东华南虎俱乐部。场上位置为小前锋。他身高200厘米，体重100公斤。 
他代表国家队参加了2008年奥运会的篮球比赛。在2007/2008赛季CBA比赛中获得赛季常规赛和总决赛的双料最有价值球员（MVP）。

### 2010年打架事件
2010年10月，國家男籃與巴西舉行廣州亞運前的第三場熱身賽，開賽不久便弥漫火药味，两队先推撞繼而動武，最終演變成一場「拳」賽，賽事不得不以腰斬收場。當中朱芳雨和巴西球員發生衝突，要職員上前阻止。中國籃協在新聞會中公佈對眾人的處分，朱芳雨被罰3萬人元民幣，停訓及接受嚴重警告一次。国际篮联亦作出裁決，打人的朱芳雨停賽2場。球迷也因此赐其名曰朱八拳。

### 2011年男篮亚锦赛
2011年男篮亚锦赛中，朱芳雨表現出色，在武汉体育中心进行的决赛争夺中，东道主中国男篮以70-69战胜约旦男篮，从而以9战全胜的不败战绩赢得本届亚锦赛冠军并获得唯一的一张直通2012年伦敦奥运会的入场券。转播该场比赛的央视体育频道的解说嘉宾为朱芳雨在国家队中的老队友姚明、王仕鹏。获得该届男篮MVP的是易建联。

### 2012年奥运会
在2012年奥运会比赛中，中国队在小组赛中先后不敌西班牙、俄罗斯、澳大利亚、巴西和英国，五战皆负，小组赛未能出线。赛后包括朱芳雨在内的一批老队员宣布退出中国国家队。

### 2014年出轨门
2014年8月24日，朱芳雨的前妻胡美通过个人微博发表声明，表示她已经与朱芳雨正式离婚，而原因就是朱芳雨婚内出轨导致婚姻失败，让朱芳雨瞬间就引爆舆论沸点。朱芳雨在当天下午也发表个人声明，正式道歉回应出轨小三事件，并且表示将共同承担起孩子抚养责任，如此生活作风问题也成为朱芳雨最大的争议事件。

### 退役
2017年6月18日，朱芳雨宣布退役，结束了18年的CBA生涯，之后担任广东宏远篮球俱乐部总经理。

## 成绩
- 2000年 亚洲青年锦标赛第三名
- 2001年 夏季世界大学生运动会亚军
- 2002年 世界锦标赛第十二名
- 2003年 亚洲锦标赛冠军
- 2003年 CBA亚军
- 2004年 CBA冠军
- 2004年 雅典奥运会第八名
- 2005年 CBA冠军
- 2004/2005赛季总决赛MVP
- 2006年 CBA冠军
- 2007年 CBA亚军
- 2008年 CBA冠军
- 2008年 北京奥运会第八名
- 2007/2008赛季CBA联赛朱芳雨获得赛季常规赛和总决赛的双料MVP
- 2008/2009年赛季 CBA冠军 总决赛MVP
- 2009年亚洲锦标赛亚军
- 2009年 第十一届全运会金牌 （决赛朱芳雨砍下全队81分中的43分）
- 2009/2010年赛季 CBA冠军
- 2009/2010年赛季朱芳雨获得总决赛MVP
- 2010年广州亚运会冠军
- 2010～2011赛季CBA冠军
- 2011年亚洲锦标赛冠军

## 外部連結
- 朱芳雨的新浪微博
- 朱芳雨在fiba.basketball（英语）
- 朱芳雨在archive.fiba.com（存檔）（英语）
- 朱芳雨在archive.fiba.com（存檔）（英语）
- 朱芳雨在archive.fiba.com（存檔）（英语）
- 朱芳雨在中国男子篮球职业联赛官網
- 朱芳雨在Basketball-Reference.com（國際）（英语）
- 朱芳雨在Eurobasket.com（球員）（英语）
- 朱芳雨在Proballers（英语）
- 朱芳雨在RealGM（英语）
- 朱芳雨在中国篮球数据库
- 朱芳雨在Olympedia（英语）
- 朱芳雨在Chinese Olympic Committee (archived)（英语）